# Eskilstuna Fors församling
Eskilstuna Fors församling var en församling i Strängnäs stift och i Eskilstuna kommun i Södermanlands län. Församlingen uppgick 2010 i Eskilstuna församling. 

## Administrativ historik
Eskilstuna Fors församling bildades 1931 genom sammanläggning av Fors församling med den del av Eskilstuna stadsförsamling som låg väster om ån. Församlingen var fram till 1940 moderförsamling i ett gemensamt pastorat med Eskilstuna Klosters församling, för att från 1940 till 2010 utgöra ett eget pastorat. Församlingen uppgick 2010 i Eskilstuna församling.

## Organister
| Verksam   | Namn        | Levnadstid | Övrigt    |
| --------- | ----------- | ---------- | --------- |
| 1952–1964 | Stig Salsjö | 1918–2002  | Organist. |

## Kyrkor
- Fors kyrka
- Mariakyrkan
- Ansgarskyrkan
- Tomaskyrkan.